# Avenida Brasil
Avenida Brasil je brazilska telenovela koju je stvorio João Emanuel Carneiro. Seriju je napisao João Emanuel Carneiro u suradnji s Antoniom Silverom, Lucianom Pessanhom, Alessandrom Marsonom, Marcia Prates i Thereza Falcão te režijom Gustavo Fernandez, Thiago Teitelroit Paul Silvestrini, Andrew Hall i Joan Jabace, a režirali José Luiz Villamarim i Amora Mautner i temeljni smjer, Ricardo Waddington.
U glavnim ulogama Débora Falabella, Adriana Esteves, Murilo Benício, Cauã Reymond, Marcello Novaes i Eliane Giardini.
Telenovela je postigla ukupni prosjek od 42 rejting boda i 69% udjela. Posljednja epizoda osvojila je impresivnih 56 bodova i udio od 84%, s više od 50 milijuna gledatelja, postajući najgledaniji TV program godine, a Forbes je smatrao komercijalno najuspješnijom telenovelom u Povijesti Brazila, čija se ukupna zarada procjenjuje na milijardu dolara. Telenovela je dobila ukupno 118 naznaka za nagrade, pobijedivši u 41 od njih.
Premijerno je izvedena 26. ožujka 2012., a završila je 19. listopada 2012. na Rede Globo u 21 sat. U Hrvatskoj, serija se prikazivala od 27. svibnja 2013. do studenog iste godine u večernjem terminu na RTL-u.

## Radnja
Radnja prati dramatičnu priču o Riti (Débora Falabella), slatkoj mladoj ženi koja se bori za oporavak dijela života koji joj je oduzela bezobzirna maćeha, Carminha (Adriana Esteves) dok je bila samo dijete.
Kad Ritin otac slučajno i prerano umre u rukama Tufaa (Murilo Benício), ali izravno povezan s Carminhinom shemom, Carminha i njezin ljubavnik Max (Marcello Novaes), šalju mladu djevojku da živi na odlagalištu otpada, ne stoje na putu njihovom planu da se obogate. Carminha koristi tu činjenicu da nesvjesno zarobi Tufãoa u brak s krivnjom. Rita na odlagalištu otpada podvrgava se dječjem radu pod nadzorom žalosnog čovjeka po imenu Nilo (José de Abreu). No, ona ima dovoljno sreće da upozna Batatu (Cauã Reymond), dječaka koji joj postaje najbolji prijatelj i prava ljubav. Odvodi je da živi s drugom djecom, pod brigom majčine Lucinde (Vera Holtz), u drugu kuću na odlagalištu otpada. Srećom, Rita je ubrzo usvojena i seli se iz zemlje u Argentinu sa simpatičnom obitelji koja joj mijenja ime u Nina. Međutim, ona ima problema sa svojom usvojiteljicom koja preminu i na kraju sa svojim sestrama usvojiteljicama zbog svoje misije osvete. Usvojitelj Rite / Nine jako ju je volio i dobro se ophodio s njom. Školovao ju je i lijepo opskrbio obitelj. Postaje poznati kuhar. Kad joj usvojitelj umre, to pojačava njezin gubitak prirodnog oca i osvetu za Carminhu i Maxa. Batata su usvojili Carminha i Tufão i preimenovali ga u Jorginho. Jorginho ima mnogo emocionalnih problema jer ga njegova rođena majka usvaja godinama nakon što ga je napustila na odlagalištu kao malu djecu. Jorginho prezire Caminhu, ali ne zna zašto i ne sjeća je se jasno iz ranog djetinjstva prije napuštanja.
Godinama kasnije, neprepoznatljiva i motivirana osvetom, Nina se vraća pod svoje usvojeno ime u Brazil, uvlači se u obitelj postajući osobni kuhar Carminhine obitelji. Na kraju se mora suočiti s gorkim posljedicama osvete nad onima koji su je najviše povrijedili. Kao što je gore spomenuto, podla Carminha uspjela je namamiti i oženiti Tufão koja je prijateljski raspoložen, bogat nogometaš i nije svjesna njezinih mnogih laži i manipulacija. Oni žive s njegovom glasnom i neugodnom rodbinom u nerafiniranoj vili u predgrađu, a ona zločestog Maxa čini svojim šogorom udajom za Tufãoovu dosadnu sestru.
Zajedno, Carminha i Max nastavljaju provoditi svoje sadističke planove za napredak, nastavljajući ljubavnu vezu / mržnju u istoj kući kao i njihovi nesuđeni supružnici. Nina se toliko zaokupi svojim jedinstvenim ciljem nanošenja patnje i kazne onima koji su joj nanijeli nepravdu da je vlastita sreća ugrožena. Carminha i Nina imaju jedno zajedničko: iskrenu ljubav prema Jorginhu, koji je Carminhin biološki sin (i usvojenik) i Nininu dragu iz djetinjstva, Batatu.
Nina koristi Maxa i zaplete se, što iritira Carminhu zbog gubitka ljubavnog interesa. Nakon toga, Nina pomaže Maxu dajući otkup s kamatama za svoju rodbinu. Dan za danom Max traži novac, Nina mu napokon ne može pomoći i Max shvati da ga ne voli. Shrvani Max pristaje na Carminhu zbog svladavanja Nine. Ubrzo nakon toga, Nina se krišom fotografira na njihovom krevetu - prijeti Carminha. Fotografija je još uvijek korištena kao dokaz za prikazivanje Tufãoa sve dok Carminiha taktički ne ukrade Nininu predmemoriju i ne objavi identitet Nine za Tufãoovu obitelj. Tufão zbunjuje, ali obično vjeruje Carminhinoj izjavi, a Nina se nema nade da opiše što je. Nakon što je Max uvjerio Carminhu da napusti dvorac, ona ga izdaje u smrtnu zamku jer ga nije utopila u svom čamcu, ali ga je majka Lucinda pravovremeno preživjela. Max se maskira i uspijeva obitelji Tufão otkriti Nininu fotografiju na kojoj je Carminha otpuštena. Veliki je događaj da Max otme Ninu, ubrzo mrtvu Nilo, Lucindu, Carminhu i Jorginia. U to vrijeme Max koristi Ninu kao živi štit za bijeg, ali netko opetovano onesvijesti i ubije ga pomoću pika. Carminha se zaklinje ubojstvom Maxa i osuđuje se na tri godine. Kasnija serija prikazuje Carminhu kako se vraća iz zatvora i pomiruje s Ninom.

## Opis likova
| Glumac / Glumica    | Uloga                                                                  |
| ------------------- | ---------------------------------------------------------------------- |
| Adriana Esteves     | Carminha (Carmen Lucia Moreira de Souza Araújo)                        |
| Débora Falabella    | Nina García Hernández / Rita Fonseca de Souza                          |
| Murilo Benício      | Tufão (Jorge Araújo)                                                   |
| Cauã Reymond        | Jorginho (Jorge Moreira de Araújo Filho) / Cristiano Oliveira / Batata |
| Marcello Novaes     | Max (Maxwell Pereira Oliveira)                                         |
| Eliane Giardini     | Muricy Araújo                                                          |
| Marcos Caruso       | Laércio "Leleco" Araújo                                                |
| Vera Holtz          | Lucinda Pereira (Mom Lucinda)                                          |
| José de Abreu       | Nilo Oliveira                                                          |
| Heloísa Perissé     | Monalisa Barbosa                                                       |
| Juca de Oliveira    | Santiago                                                               |
| Leticia Isnard      | Ivana Araújo                                                           |
| Nathalia Dill       | Débora Magalhães Queirós                                               |
| Ísis Valverde       | Suelen                                                                 |
| Alexandre Borges    | Cadinho / Dudu (Carlos Eduardo de Souza Queirós)                       |
| Débora Bloch        | Verônica Magalhães Queirós                                             |
| Camila Morgado      | Noêmia Buarque Queirós                                                 |
| Carolina Ferraz     | Alexia Bragança Queirós                                                |
| Juliano Cazarré     | Adauto                                                                 |
| Cacau Protásio      | Zezé                                                                   |
| Bruno Gissoni       | Iran Barbosa                                                           |
| Fabíula Nascimento  | Olenka Cabral                                                          |
| Thiago Martins      | Leandro                                                                |
| Débora Nascimento   | Tessália das Graças Mendonça                                           |
| José Loreto         | Darkson Silas                                                          |
| Daniel Rocha        | Roni "Roniquito"                                                       |
| Ailton Graça        | Paulo Silas                                                            |
| Cláudia Missura     | Janaína                                                                |
| Otávio Augusto      | Diógenes                                                               |
| Paula Burlamaqui    | Dolores Neiva (Soninha Catatau)                                        |
| Betty Faria         | Pilar Albuquerque                                                      |
| Bianca Comparato    | Betânia de Almeida                                                     |
| Luana Martau        | Beverly                                                                |
| Emiliano D'Ávila    | Lúcio                                                                  |
| Carol Abras         | Begonia García Hernández                                               |
| Ronny Kriwat        | Tomás Buarque                                                          |
| Cláudia Assunção    | Neide                                                                  |
| João Henrique Gago  | Valdo                                                                  |
| Felipe Abib         | Jimmy Bastos                                                           |
| André Luiz Miranda  | Valentim                                                               |
| Murilo Elbas        | Branco                                                                 |
| Patrícia de Jesus   | Jéssica                                                                |
| Ana Karolina Lannes | Ágatha Moreira Araújo                                                  |
| Bruna Griphao       | Paloma Bragança                                                        |
| João Fernandes      | Picolé                                                                 |
| Mário Hermetto      | Zenon                                                                  |
| Jean Pierre Noher   | Martin García Hernández                                                |
| Márcio Tadeu        | Padre Solano                                                           |
| Leandro Santanna    | Herculano                                                              |
| Vilma Melo          | Conceição                                                              |
| Marcella Valente    | Renata                                                                 |
| Tony Ramos          | Genésio Fonseca Souza                                                  |
| Mel Maia            | Rita Fonseca de Souza (child)                                          |
| Bernardo Simões     | Batata / Jorginho (child)                                              |
| Rodrigo Rangel      | Moreira (Carminha's kidnapper)                                         |
| Breno de Filippo    | Tubarão (Carminha's kidnapper)                                         |
| Vicentini Gomez     | Serjão (Carminha's kidnapper)                                          |

- Débora Falabella kao Nina/Rita.[41]
- Cauã Reymond kao Jorginho.[42]
- Murilo Benício kao Tufão.[43]
- Marcello Novaes kao Max.[12]
- Marcos Caruso kao Leleco.[14]
- Heloísa Périssé kao Monalisa.[17]
- Vera Holtz kao Mãe Lucinda.
- Bianca Comparato kao Betânia.[44]
- Paula Burlamaqui kao Dolores Neiva.[45]
- Caroline Abras kao Begônia.[36]
- Thiago Martins kao Leandro.
- Bruno Gissoni kao Iran.
- Alexandre Borges kao Cadinho.
- Betty Faria kao Pilar.
- Débora Bloch kao Verônica
- Camila Morgado kao Noêmia.
- Carolina Ferraz kao Aléxia.
- José de Abreu kao Nilo.

## Vanjske poveznice
- Službena stranica  Arhivirana inačica izvorne stranice od 19. prosinca 2013. (Wayback Machine)